# Domaine de Mitino
Le domaine de Mitino (en russe : Усадьба Митино) est un domaine situé dans la localité de Mitino dans le raïon de Torjok de l'oblast de Tver, en Russie européenne. Il est inscrit la liste indicative du patrimoine mondial depuis février 2023.

## Histoire
Le domaine apparaît à la fin du XVIIe siècle au nord de Torjok, sur les deux rives de la Tvertsa. Dans les années 1780, Nikolaï Lvov érige un nouveau manoir ainsi que de nombreux autres bâtiments et des étangs, ainsi qu'un belvédère. Des parcs sont faits ainsi qu'une petite pyramide.
Aujourd'hui, le domaine sert de sanatorium.

## Patrimonialité
L'édifice est classé dans la liste de l'héritage patrimonial de la Russie d'importance fédérale sous le no 691420180090006 depuis 1960. Le domaine fait partie du site intitulé « Centre-ville historique de Torjok et propriétés de campagne conçues par Nikolaï Lvov », inscrit par le gouvernement russe le 13 février 2023 sur la liste indicative du patrimoine mondial de l'Unesco,.